# Cambra de Representants de l'Uruguai
La Cambra de Representants de l'Uruguai (en castellà: Cámara de Representantes de Uruguay) és la cambra baixa de l'Assemblea General de l'Uruguai (Asamblea General). La cambra té 99 membres, elegits per a un període de cinc anys per representació proporcional.
Durant les últimes eleccions, el Front Ampli va fregar la majoria, amb 48 representants; el Partit Nacional va obtenir 29, el Partit Colorado 17, Cabildo Abierto va caure a només 2 representants, el Partit Independent es va mantenir a 1, i va entrar la nova formació Identitat Sobirana, mentre que el Partit de la Gent va perdre la seva representació.